# La Vineuse
La Vineuse és un antic municipi francès situat al departament de Saona i Loira i a la regió de Borgonya - Franc Comtat. L'any 2018 tenia 282 habitants. El 1r gener de 2017 va fusionnar amb Donzy-le-National, Massy i Vitry-lès-Cluny i formar el municipi nou La Vineuse-sur-Fregande.